# Nguyễn Minh Quang (Hà Nội)
Nguyễn Minh Quang (sinh ngày 23/2/1960) là đại biểu Quốc hội Việt Nam khoá 13 thuộc đoàn đại biểu thành phố Hà Nội. Khi trúng cử thì ông là bí thư Đảng ủy Đảng cộng sản Việt Nam, Ủy viên Hội đồng quản trị, Tổng giám đốc Tổng công ty đầu tư phát triển hạ tầng đô thị - UDIC. Ông trúng cử với tỷ lệ phiếu là 70,13 phần trăm. Ông ở đoàn đại biểu Quốc hội từ Hà Nội.

## Xuất thân vào giáo dục
Nguyễn Minh Quang sinh ngày 23 tháng 2 năm 1960, người dân tộc Kinh, không theo tôn giáo nào, quê quán tại xã Thái Hưng, huyện Thái Thụy, tỉnh Thái Bình.
Nguyễn Minh Quang có bằng Tiến sỹ Quản trị kinh doanh.

## Sự nghiệp
Ngày 28 tháng 1 năm 1988, Nguyễn Minh Quang gia nhập Đảng Cộng sản Việt Nam.
Ông có trình độ chính trị là Cao cấp lý luận chính trị Đảng Cộng sản Việt Nam.
Năm 2011, Nguyễn Minh Quang trúng cử đại biểu Quốc hội Việt Nam khóa 13 nhiệm kì 2011-2016 thuộc đoàn đại biểu thành phố Hồ Nội. Lúc này ông là Thành ủy viên, Bí thư Đảng ủy, Ủy viên Hội đồng quản trị, Tổng giám đốc Tổng công ty đầu tư phát triển hạ tầng đô thị - UDIC, Ủy viên Ủy ban Đối ngoại của Quốc hội khóa 13.